# Szabad préda
A Szabad préda Robert Sheckley 1959-ben írt fantasztikus regényének címe.

## Főszereplők
- Thomas Blaine, kezdő jachttervező
- Marie Thorae, menedzser asszisztens
- A küszöb

## Magyarul
- Szabad préda. Freejack; ford. Nemes István, Szegi György; Lícium-art–Lap-ics, Debrecen, 1992

## Egyéb
A regényből Szabad préda címmel mozifilm készült, Mick Jagger és Emilio Estevez főszereplésével. A film története lazán követi a könyv tartalmát, inkább csak ötleteket vett át belőle.